# Tim Thelen
Tim Thelen (Albany, 14 juni 1961) is een golfprofessional uit de Verenigde Staten. Hij speelt sinds 2011 op de Europese Senior Tour.
Tim Thelen studeerde aan de Houston Baptist University  tegelijkertijd als Colin Montgomerie.

## Professional
Thelen werd in 1985 professional en werd assistent-pro op de net geopende The Falls Golf & Country Club. Thelen woont nu in Pasadena, Texas, waar hij directeur van de golfschool is op The Traditions Club. Hij was acht keer 'South Texas PGA Player of the Year'. Sinds 2001 caddiet zijn echtgenote Lucinda voor hem. Ze hebben een zoon Christopher.
Eind november 2010 won Thelen de Senior Tourschool, na zijn 50ste verjaardag in april 2011 speelt hij op de Europese Senior Tour. Zijn eerste toernooi was de Berenberg Bank Masters, waar hij na ronde 1 en 2 aan de leiding stond; precies een jaar later won hij het toernooi.

### Gewonnen
- 2000: PGA Professional National Championship na 5 holes play-off tegen Mark Brown op de Oak Tree Golf Club in Oklahoma
- 2001: Southern Texas PGA Professional Championship
- 2003: PGA Professional National Championship op de Twin Warriors Golf Club in New Mexico.
- 2007: Puerta Vallarta Pro-Am Championship
- 2008: Southern Texas PGA Professional Championship na play-off tegen David Von Hoffman
- 2009: Callaway Golf PGA Assistant’s Championship

Europese Senior Tour
- 2012: Berenberg Bank Masters, Bad Ragaz PGA Seniors Open, Fubon Senior Open
- 2014: Senior Open de Portugal

### Teams
- U.S. PGA Cup Teams: 2000, 2003, 2005, 2007